# Wiener Sportklub
Il Wiener Sportklub, ufficialmente e per motivi di sponsor Wiener Sportklub Wienstrom, è una società calcistica austriaca con sede a Vienna. 
Nacque nel 1907 come sezione calcistica interna al Wiener Sport-Club, nel 2001 si staccò dal club originale divenendo una società a sé stante. Per la stagione 2022- 2023 milita nella terza serie del campionato austriaco di calcio, la Regionalliga.

## Storia
La storia della sezione calcistica del Wiener Sport-Club risale al 1907, quando la società assorbì un club preesistente, il Wiener Sportvereinigung, che nel 1905 aveva vinto la Challenge-Cup. I bianco-neri conquistarono nel 1921-1922 il primo titolo nazionale e l'anno seguente la coppa.
Il periodo di maggior gloria per il club accadde alla fine degli anni cinquanta, quando si posizionò tra le migliori squadre del continente sotto la guida tecnica di Hans Pesser, uno dei massimi interpreti della scuola danubiana. Durante quegli anni la squadra esprime un calcio innovativo per gli standard di allora, imponendo agli avversari la forza fisica dei giocatori, con cui si aggiudicò due titoli nazionali consecutivi, nel 1958 e 1959, costituendo anche l'ossatura della squadra nazionale. Giunse inoltre ai quarti di finale nella Coppa dei Campioni 1958-1959, fase in cui venne eliminata dai futuri campioni del Real Madrid (pur avendo dominato nella gara d'andata), e dopo aver peraltro sconfitto in goleada la Juventus per 7-0 al Praterstadion, nel ritorno del primo turno (ribaltando l'1-3 subito all'andata). Con questo risultato inflisse alla squadra torinese quella che, ad oggi, è la peggiore sconfitta europea della sua storia. Eguagliò tale risultato in ambito internazionale nella stagione successiva in cui gli austriaci vennero eliminati dall'Eintracht Francoforte (1-2; 1-1), futura finalista del torneo.
Per tutti gli anni Sessanta e Settanta il club si mantenne vicino ai vertici nazionali. Nel 1968-1969 e 1969-1970 fu vicecampione dietro all'Austria Vienna. Nel 1969 e 1972 fu finalista di ÖFB-Cup, mentre nella stagione 1976-1977 fu per l'ultima volta vicecampione d'Austria.
Nel corso degli anni Novanta il club andò incontro a due fallimenti. Nel 2001 la squadra di calcio si staccò ufficialmente dal vecchio club, formando una nuova entità sportiva come Wiener Sportklub. Nel 2001-2002 fu promossa in Erste Liga, ma retrocesse nuovamente dopo una sola stagione e da allora milita in Regionalliga. Nel corso degli ultimi anni i problemi economici non hanno smesso di affliggere il club, malgrado ciò rimane una delle squadre con la più alta media di presenze allo stadio dell'intera Regionalliga, tra i 1 500 e i 2 000.
Il 23 novembre 2012 la società ha annunciato l'ingaggio di Helmut Kraft quale nuovo allenatore.

## Stadio
Il club gioca le partite casalinghe nel Wiener Sportclub-Platz. Inaugurato nel 1904, è il più antico terreno di gioco ancora usato per il calcio in Austria.
La superficie è di 105 x 64 metri. La capienza è di 8 700 spettatori.

## Palmarès

### Competizioni nazionali
- Campionato austriaco: 3

1921-1922, 1957-1958, 1958-1959
- Coppa d'Austria: 1

1922-1923
- Campionato di Staatsliga B: 1

1952-1953
- Campionato di 2. Division: 1

1976-1977
- Campionato di Regionalliga: 1

2001-2002

### Competizioni internazionali
- Coppa Intertoto: 1

1981
- Challenge-Cup: 2

1905, 1911

### Competizioni regionali
- Wiener Stadthallenturnier: 8

1962, 1964, 1965, 1966, 1967, 1969, 1973, 1976

### Competizioni giovanili
- Blue Stars/FIFA Youth Cup: 1

1950

### Altri piazzamenti
- Campionato austriaco:

Secondo posto: 1911-1912, 1937-1938, 1954-1955, 1959-1960, 1968-1969, 1969-1970
Terzo posto: 1912-1913, 1919-1920, 1923-1924, 1939-1940, 1962-1963, 1978-1979
- Coppa d'Austria:

Finalista: 1918-1919, 1920-1921, 1936-1937, 1937-1938, 1968-1969, 1971-1972, 1976-1977
Semifinalista: 1919-1920, 1928-1929, 1931-1932, 1972-1973, 1990-1991
- Coppa di Germania:

Semifinalista: 1938
- Coppa Mitropa:

Quarto posto: 1966
- Challenge-Cup:

Finalista: 1909
- Alpenpokal:

Terzo posto: 1941